# Nazionale maschile under 18 di pallacanestro del Bangladesh
La nazionale di pallacanestro bengalese Under-18 è una selezione giovanile della nazionale bengalese di pallacanestro, ed è rappresentata dai migliori giocatori di nazionalità bengalese di età non superiore ai 18 anni.
Partecipa a tutte le manifestazioni internazionali giovanili di pallacanestro per nazioni gestite dalla FIBA.

## Partecipazioni

### FIBA AsiaBasket Under-18
- 1980 - 15°
- 1996 - 15°
- 1998 - 15°